# Biakfluiter
De biakfluiter (Pachycephala melanorhyncha) is een zangvogel uit de familie Pachycephalidae (dikkoppen en fluiters).  

## Taxonomie
Deze vogel werd in 1874 door de Duitse natuuronderzoeker Adolf Bernhard Meyer geldig beschreven als Myiolestes melanorhynchus maar werd later in de 19de eeuw reeds beschouwd als een ondersoort van het (problematische) taxon Colluricincla megarhyncha (C. m. melanorhyncha). Die status behield het taxon tot na 2018.  Uit moleculair genetisch onderzoek, gepubliceerd in 2018 bleek dat deze "ondersoort"  niet paste in het geslacht Colluricincla maar beter als aparte soort in het geslacht Pachycephala kan worden geplaatst.

## Verspreiding en leefgebied
Deze soort is endemisch op het eiland Biak (Papoea, Indonesië).